# Azure (Stany Zjednoczone)
Azure – jednostka osadnicza w Stanach Zjednoczonych, w stanie Montana, w hrabstwie Hill.